# Pietro Grassi (vescovo di Parenzo)
Pietro Grassi (Chioggia, 23 settembre 1666 – 16 marzo 1731) è stato un vescovo cattolico italiano.

## Biografia
Proveniente dalla nobile famiglia Grassi, la sua carriera ecclesiastica si distinse per l'impegno nella riforma della Chiesa locale e per la gestione delle pratiche liturgiche e pastorali. Venne nominato vescovo di Parenzo il 14 marzo 1718 da papa Clemente XI ed ordinato il successivo 19 marzo per mano del cardinale vescovo di Albano Ferdinando d'Adda, co-consacranti l'arcivescovo titolare di Amasea, Giovanni Cristoforo Battelli, ed il vescovo titolare di Cirene, Prospero Marefoschi.
Oltre al suo impegno nella riforma pastorale, fu noto per la sua opposizione a consuetudini che riteneva inadeguate rispetto alla disciplina ecclesiastica. 
Nella sua relazione inviata alla Santa Sede datata 17 novembre 1730, descrisse come venivano istituiti i parroci e altri ministri. Secondo il vescovo, questi venivano esaminati in modo differenziato a seconda delle aree di destinazione: ai parroci destinati alle terre e ai castelli veniva richiesto un esame in lingua latina, mentre per quelli che dovevano servire le chiese di campagna, era usanza interrogarli in lingua illirica, una delle lingue slave parlate nella regione. Sebbene l'uso della lingua illirica non fosse strettamente necessario per le esigenze liturgiche, rappresentava una prassi consolidata nelle zone rurali di lingua slava. Questo approccio non aveva legami diretti con la liturgia glagolitica, ma rifletteva l'influenza della lingua locale nelle pratiche religiose della diocesi.
Sebbene la sua figura non sia ampiamente documentata, un'importante testimonianza proviene dall'orazione funebre di Felice Carisi, arciprete della cattedrale di Chioggia, che descrive come Grassi sia riuscito a superare le resistenze della sua comunità con il supporto di Carisi stesso, che lo assistette in qualità di vicario. Morì il 16 marzo 1731. Per sua stessa volontà venne sepolto nella cattedrale di Chioggia, nella cappella di San Felice e Fortunato.

## Genealogia episcopale
La genealogia episcopale è:
- Arcivescovo Dominic Maguire, O.P.
- Cardinale Ferdinando d'Adda
- Vescovo Pietro Grassi